# Polyanthea

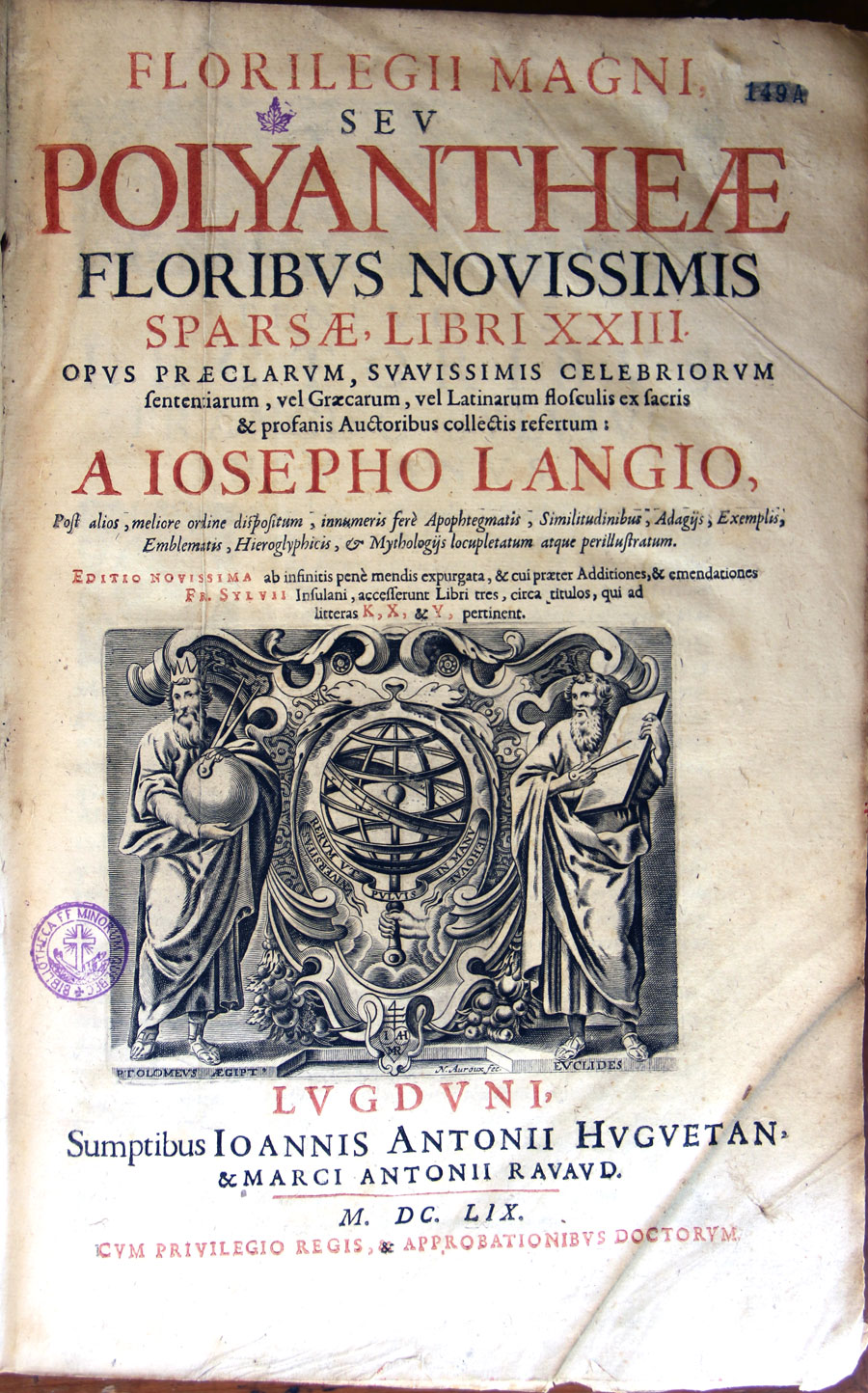
Couverture de la Polyanthea. Édition de 1659 retravaillée par J. Langius (1570-1615) et Fr. Sylvius Insulanus. (Voir en note la traduction de cette page.)

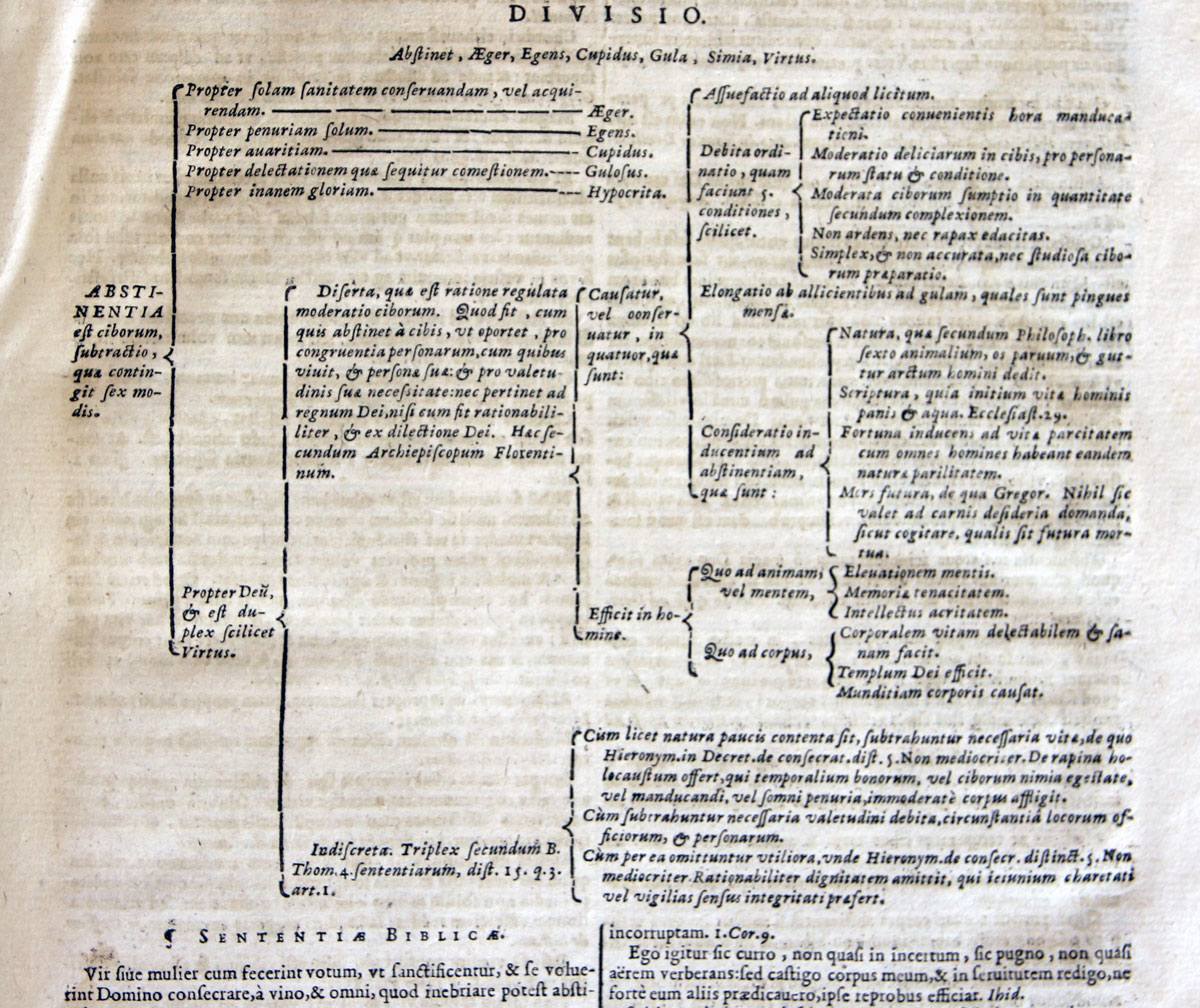
Exemple de « division » du sujet « Abstinence » dans la Polyanthea de 1659.

La Polyanthea (ou Polyanthée), publiée en 1503, « ouvrage orné des fleurs les plus suaves » (opus suavissimis floribus exornatum), est due à Domenicus Nanus Mirabellius, qui se décrit comme citoyen d'Alba et docteur ès arts. Cette encyclopédie en forme de florilège compte selon les éditions entre 750 et 1 500 entrées classées en ordre alphabétique portant sur des questions morales et théologiques ainsi que sur des thèmes d'intérêt général : l'amitié, les âges de la vie, la grammaire, la guerre, la mémoire, la rhétorique, le sang, la santé, le zodiaque… Elle connaîtra de multiples éditions et sera combinée avec des compilations subséquentes dues à divers auteurs, gagnant ainsi au fil des ans en richesse et en qualité d'organisation. Cet ouvrage a été décrit comme « la fameuse encyclopédie au moule duquel se sont formés tous les intellectuels européens de l’âge classique et dont l’histoire reste encore à écrire ».

## Description
Chaque entrée fait l'objet d'une définition avec étymologie qui emprunte au grec, au latin et à l'hébreu. Celle-ci est suivie le cas échéant d'une division de la notion en ses différentes significations selon une pratique favorisée par la scolastique et qui sera popularisée par Pierre de La Ramée (1515-1572) comme un moyen de cerner rapidement les diverses composantes d'un concept (voir exemple de division du terme « abstinence » ci-contre). Dans certains cas, la division d'un concept peut être très étendue, comme pour anima (« âme ») qui couvre trois pages. 
Chaque article se compose de différentes sections rigoureusement organisées (surtout à partir de 1604) offrant une abondance de citations, de comparaisons, de proverbes, d'anecdotes ou d'exemples historiques: l'article memoria cite ainsi des cas de mémoire exceptionnelle rapportés par les Anciens tandis qu'un autre rapporte des cas de grande longévité (s.v. longaevitas). Une autre section répertorie, en relation avec le mot étudié, des apophtegmes ou répliques mémorables de personnages célèbres. Un article peut aussi comporter de longs extraits de poèmes de divers auteurs, voire un dialogue entier de Pétrarque comptant plusieurs milliers de mots, comme sa « Lettre sur les spectacles » (s.v. spectaculum), celle sur le jeu (s.v. ludus), celle sur l'amitié (s.v. amicitia), et des dizaines d'autres, qui sont reprises intégralement. 
Dans les éditions postérieures à 1600, apparaît une section nommée Hieroglyphica. Celle-ci, toujours placée à la fin d'un article portant sur un concept abstrait, indique les symboles qui y étaient censément rattachés par les anciens Égyptiens: tels le pin ou le cyprès pour signifier la mort (s.v. mors), l'éléphant pour la mansuétude (s.v. mansuetudo), une lyre vue en rêve la nuit de ses noces pour annoncer l'harmonie du couple (s.v. matrimonium). Souvent, un article est suivi d'une ou deux fables qui en illustrent la thématique.
Les sources utilisées proviennent de la Bible, d'auteurs anciens, de Pères de l'Église ou de poètes tels Dante (1265-1331) et Pétrarque (1304-1374). Au total plus de 200 auteurs latins et grecs (cités dans la langue originale) sont mis à contribution. Outre cette activité considérable de repérage et de classement des données, le travail encyclopédique est surtout développé pour les questions d'ordre moral. L'importance relative donnée aux divers articles est indicative de l'objectif de cet ouvrage et du public auquel il s'adressait. Ainsi, l'article méchanceté (malicia, malum) est développé sur 11 colonnes (environ 1 000 mots par colonne), contre 14 pour la luxure (luxuria). Celui sur le mariage (matrimonium) en compte 21 et est divisé en 12 questions (Faut-il se marier ou non? À quel âge? Faut-il considérer la beauté?...). De même, l'article magistrat (magistratus) est structuré en 18 questions couvrant 20 colonnes (Faut-il forcer quelqu'un à accepter une charge de magistrat? Faut-il exclure les étrangers des charges publiques? Faut-il exclure les individus d'humble origine? Quelle place accorder aux connaissances et à l'éloquence?...) Pour chacune de ces questions, l'auteur expose les  réponses qui ont été apportées par différents auteurs à différentes époques et dans différentes sociétés. À la fois dictionnaire étymologique, de citations et de symboles, recueil de fables et de sources historiques sur les diverses entrées, ce livre offre aussi une collection de traités spécialisés portant sur des questions de société et de moralité publique. 
Ce genre d'ouvrage tire son origine des florilèges devenus très populaires à partir du XIIIe siècle et qui servaient de matériel de référence aux prédicateurs en mettant à leur disposition des exemples de développement et des citations qu'ils pouvaient facilement réutiliser dans leurs sermons. Il était très utile aussi pour trouver rapidement du matériel pour illustrer un texte et pour faire étalage de sa culture en produisant des citations provenant d'autorités reconnues. Comme le notera sarcastiquement un historien deux siècles plus tard, « ce recueil a été longtemps le masque dont plusieurs ignares se sont servis pour cacher leur ignorance ».
Titre. La métaphore des fleurs (ἀνθος) est d'un usage très ancien pour désigner les beautés d'expression et se trouve encore en français (« un langage fleuri, les fleurs de rhétorique »). Alors qu'une anthologie désigne une collection de textes d'un même genre, Mirabellius a choisi d'appeler son ouvrage un ensemble d'anthologies (poly-anthea) pour marquer la grande variété des sujets abordés. Certaines éditions subséquentes choisiront le terme latin équivalent pour le mot fleur (flor) et se présenteront comme « le grand florilège ».

## Une longue carrière

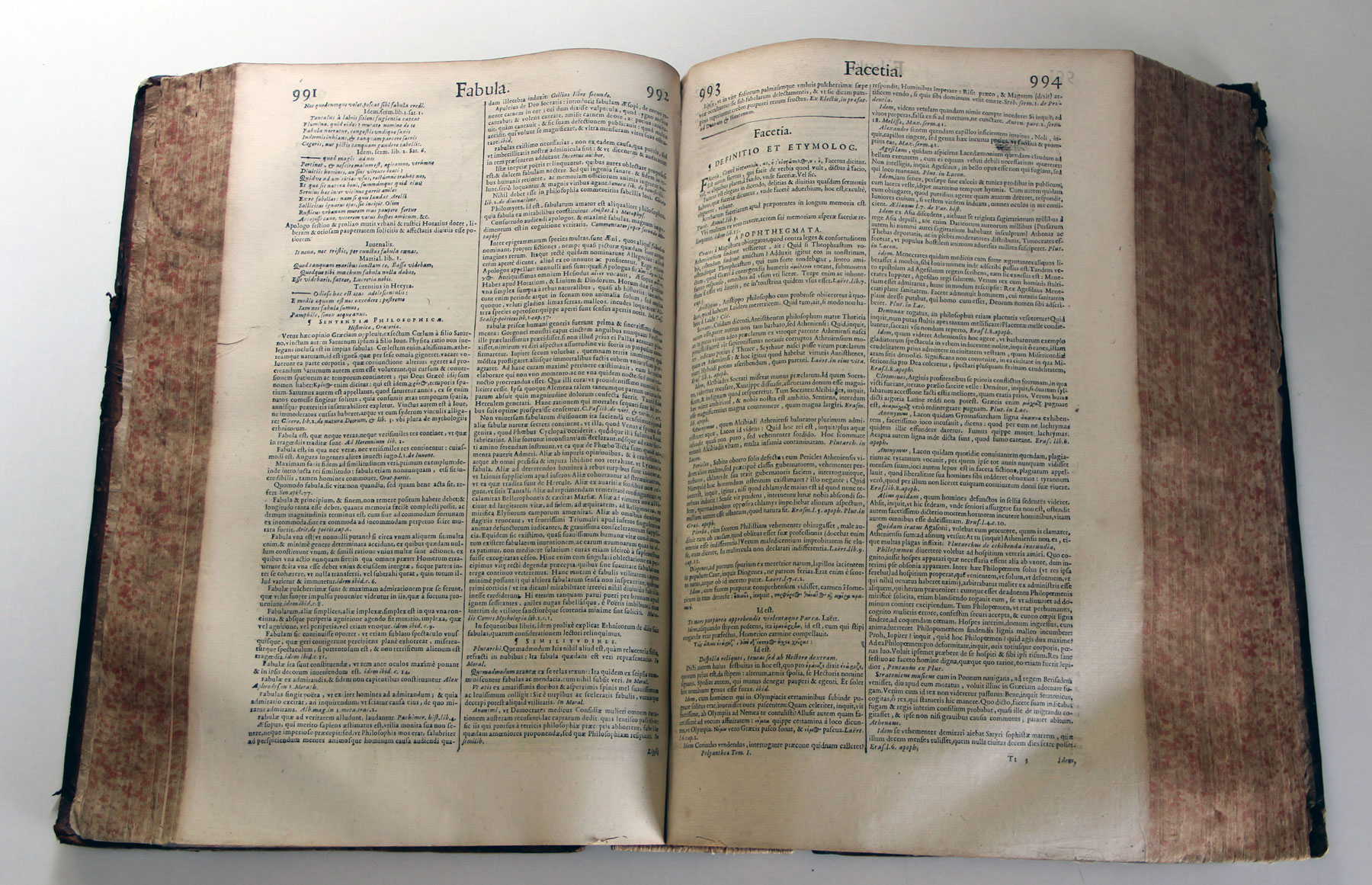
Exemplaire imprimé à Lyon en 1659. Cet in-folio compte 2988 colonnes totalisant plus de trois millions de mots. Il pèse 4,5 kg.

D'abord publié en 1503 à Savone chez Franciscus de Silva, cet ouvrage aurait connu une quarantaine d'éditions entre 1503 et 1681, plus une dernière édition en 1735. Au fil des rééditions (Paris, Bâle, Lyon, Cologne, Francfort, etc.), il sera considérablement augmenté d'abord par Nanus Mirabellius lui-même, puis par ses continuateurs : Bartholomaeus Amantius (1567), Franciscus Tortius (1592), Maternus Cholinus, Anonymus Lugdunensis (Anonyme de Lyon), Josephus Langius Caesaremontanus (Joseph Lang, de Kaysersberg en Alsace) (1598) et Franciscus Sylvius Insulanus (François Dubois, de Lille) (1645). L'ouvrage passera ainsi de 430 000 mots en 1503 à un million en 1585 pour atteindre 2,5 millions de mots dans l'édition de 1619.
Il se trouvait dans toutes les grandes bibliothèques. Le British Museum en possède 10 éditions « dont une aurait été annotée et utilisée par Henri VIII ». Le catalogue de la BNF en référence 17 éditions. Google Books en a numérisé 16 versions provenant de 13 éditions différentes. Cela fait de cet ouvrage un témoin privilégié pour suivre l'évolution des idées et des normes de mise en page depuis la première édition encore très marquée par le modèle des manuscrits jusqu'à l'épanouissement de l'imprimerie.   
Ann Blair attribue le succès de cet ouvrage au fait qu'il ne s'adresse pas seulement aux évêques et prédicateurs intéressés par des questions de religion et de morale, mais aussi à la jeune génération qui s'intéresse à la rhétorique et qui trouve dans la Polyanthea des définitions, des étymologies et des expressions grecques, ainsi que de très nombreuses citations de philosophes, de poètes et d'historiens grecs et latins.
La Polyanthea finit par tomber en désuétude en raison de son incapacité à faire entrer les données scientifiques dans le cadre d'un florilège sanctionné par l'Église et qui cherche dans les ouvrages et exemples du passé un guide pour la conduite des affaires humaines. Son absence de distance critique à l'égard de superstitions du passé ou d'affirmations non scientifiques devient inacceptable à un moment où la science progresse dans tous les domaines. En outre, la fin du XVIIe siècle voit se répandre des ouvrages de référence en langue vernaculaire, tels les dictionnaires de Moréri (1674), de Furetière (1690) et surtout de Bayle (1697), qui fait d'ailleurs une critique dévastatrice du travail de Lang et de sa crédulité.

## Liste des éditions

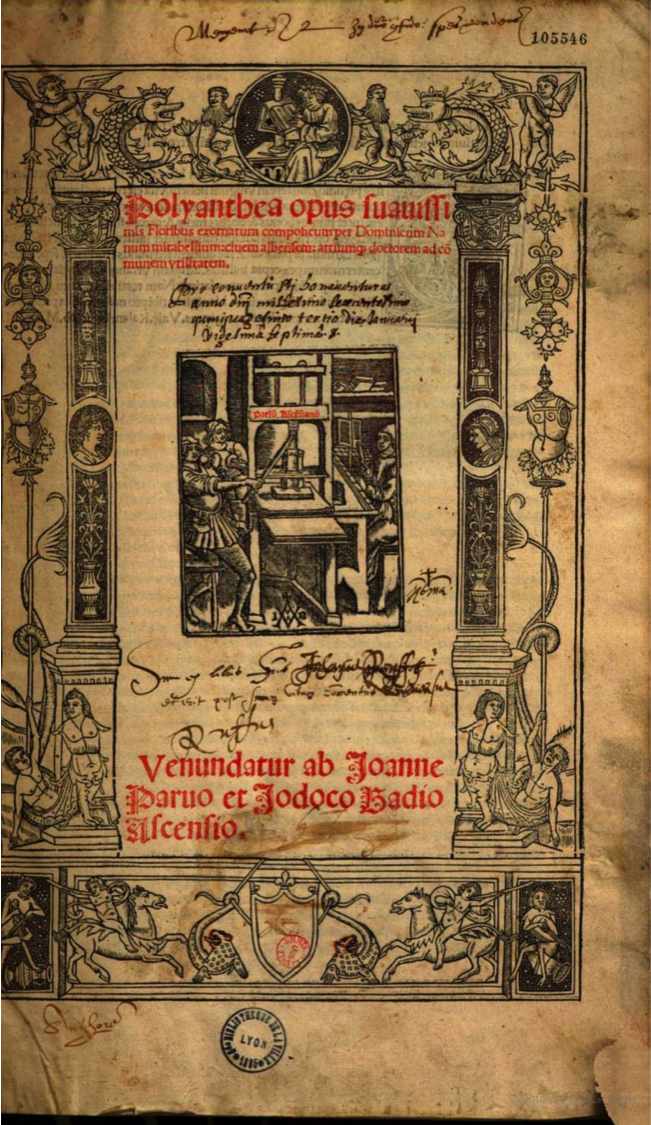
Page de titre de la Polyanthea. Édition de Josse Bade (Paris, 1512)

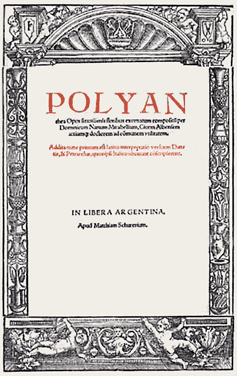
Couverture de l'édition de 1517.

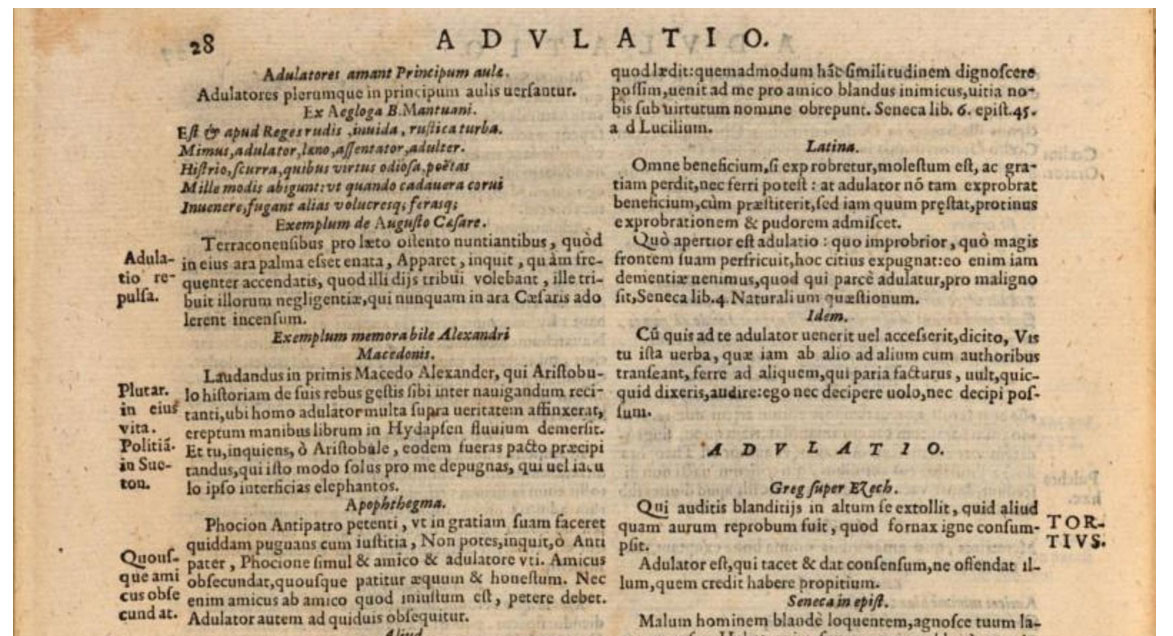
Un extrait d'une page de l'édition de Venise (1592). Celle-ci est particulièrement intéressante parce qu'elle indique en manchette l'auteur des différentes contributions. Tout au contraire, Joseph Lang camoufle ses emprunts, ce qui lui vaudra une accusation de plagiat.

Polyanthea: opvs svavissimis floribvs exornatvm compositvm per Dominicvm Nanvm Mirabellivm. Savona : Impressum per Magistru<m> Franciscum de Silua in Inclyta urbe Saonae : Impensa i<n>tegerrimi uiri ac ipsius urbis patricii Bernardini de Ecclesia ac summa diligentia castigatum p<er> ipsius operis authore<m>, 1503.
Polyanthea, opus suavissimis floribus exornatum compositum per Dominicum Nanum Mirabellium, civem Albensem artiumque doctorem, ad communem utilitatem...  Venetiis. Anno 1507. Imprimé par Georgio Rusconi Mediolanensis.
Polyanthea Opus suavissimis floribus exornatum compositum per Dominicum Nanum Mirabellium, Bâle, 1512.

Polyanthea opus suavissimis floribus exornatum compositum, Lyon, Jean Thomas pour Etienne Gueynard, 1513 (USTC 144166).
Polyanthea: opvs svavissimis floribvs exornatvm compositvm per Dominicvm Nanvm Mirabellivm, civem Albensem artiumque doctorem ad communem utilitatem. Addita nunc primum est latina interpretatio versuum Dantis et Petrarchae, quos ipsi Italico Idiomate conscripserunt. Apud Matthiam Schurerium, 1517.
Polyanthea: opus suavissimis floribus exornatum, Dominicus (Nanus Mirabellius). Soter, 1539.
Polyanthea, Cologne, Maternus Cholinus, 1541.
Polyanthea: Opvs Svavissimis Floribus exornatum, Gennepaeus, 1552.
Polyanthea hoc est svavissimis Floribus celebriorum Sententiarum tam Græcarum quam Latinarum exornatum, Dominicus Nanus Mirabellius atque Bartholomæus Amantius, 1567.
Polyanthea: hoc est, opus suavissimis floribus celebriorum sententiarum tam Graecarum quam Latinarum exornatum, Domenico Nani Mirabelli, Bartholomaeus Amantius. Cologne, Maternus Cholinus, 1574.
Polyanthea, Hoc est, opvs svavissimis floribvs celebriorvm sententiarvm, tam Graecarvm qvam Latinarvm, exornatvm, Dominicus Nanus Mirabellius, Bartholomaeus Amantius, Cologne, Maternus Cholinus, 1575.
Polyanthea, Hoc est, opvs svavissimis floribvs celebriorvm sententiarvm, tam Graecarvm qvam Latinarvm, exornatvm, Dominicus Nanus Mirabellius, Bartholomaeus Amantius, Franciscus Tortius. Venetiis, Apud Ioannem Baptistam Ciottum, 1592. Cette édition est particulièrement intéressante pour les notes en manchette, qui indiquent le nom de l'auteur d'un article donné.
Polyanthea nova, Dominicus (Nanus Mirabellius), Bartholomäus Amantius, Francisco Torti, Joseph Lang. 1604.
Polyanthea Nova, Hoc Est, Opus Suavissimis Floribus Celebriorum Sententiarum, Tam Graecarvm Qvam Latinarum, refertum, Dominicus (Nanus Mirabellius), Bartholomäus Amantius, Francisco Torti, Joseph Lang. Francofurti, Sumptibus Lazari Zetzneri Bibliopolae, 1607 (1257 p.)
Polyanthea nova, hoc est Opus suavissimis floribus celebriorum sententiarum tam graecarum quam latinarum refertum, Dominicus Nanus Mirabellius, Bartholomaeus Amantius et Franciscus Tortius, nunc vero... digestum... opera Josephi Langii,... Editio altera... Francofurti : sumptibus L. Zetzneri, 1612.  In-fol. pièces limin., 1258 p.
Novissima polyanthea, in libros XX. dispertita. Dominicus (Nanus Mirabellius), Bartholomäus Amantius, Francisco Torti, Joseph Lang. Francofurti, 1613.
Novissima Polyanthea: In Libros XX Dispertita : Opus praeclarum, suauißimis floribus celebriorum sententiarum, cum Graecarum, tum Latinarum refertum, Dominicus (Nanus Mirabellius), Bartholomäus Amantius, Francisco Torti, Joseph Lang. Francofurti, Zetzner, 1617 (1530 p.) Cet ouvrage est mis à l'Index le 4 fév. 1627 "donec corrigatur"
Florilegii magni: sev, Polyantheae floribvs novissimis sparsae, libri XX. Joseph Lang. Francfort, 1621.
Florilegii magni seu polyantheae floribus novissimis sparsae libri XX, Dominicus Nanus Mirabellius, Bartholomaeus Amantius, Francesco Torti. 1628.
Florilegium Magnum, Seu Polyanthea Floribus Novissimis Sparsa, Dominicus (Nanus Mirabellius), Bartholomäus Amantius, Francisco Torti, Joseph Lang, Franciscus Sylvius. Francofurti, Zetzner, 1645.
Florilegii magni, seu polyantheae floribus novissimis sparsae, libri XXIII. Opus praeclarum, suavissimis celebriorum sententiarum, vel Graecarum, vel Latinarum flosculis ex sacris et profanis auctoribus collectis refertum a Iosepho Langio. Post alios, meliore ordine dispositum, innumeris fere Apophtegmatis, Similitudinibus, Adagiis, Exemplis, Emblematis, Hieroglyphicis, & Mythologiis locupletatum atque perillustratum. Editio novissima ab infinitis pene mendis expurgata, & cui praeter Additiones & emendationes Fr. Sylvii Insulani, accesserunt Libri tres, circa titulos, qui ad litteras K, X, & Y pertinent. Lugduni, Sumptibus Ioannis Antonii Huguetan & Marci Antoni Ravaud, 1659 (Voir image ci-contre et traduction en note 1).
Florilegii magni; sev, Polyantheae floribvs novissimis sparsae, libri XXIII. Lyon, 1669.
Florilegium Magnum Seu Polyantheae Floribus Novissimis Sparsae: Opus Praeclarum, Suavissimis Celebriorum Sententiarum vel Graecarum vel Latinarum flosculis, ex sacris & profanis Auctoribus collectis refertum, studio et opera Iosephi Langii. Argentorati, Josias Staedel Academia Typographus, 1681.